# Théâtre Daunou
Pour les articles homonymes, voir Daunou.
Le théâtre Daunou est un théâtre parisien comportant 450 places, situé 7 rue Daunou dans le 2e arrondissement de Paris. 
Ce site est desservi par la station de métro Opéra.

## Histoire
Commandé par la comédienne Jane Renouardt, grande vedette du cinéma muet, à l'architecte Auguste Bluysen, le théâtre fut bâti en 1921 dans un style Art déco. Elle confie la décoration intérieure à sa meilleure amie Jeanne Lanvin, qui s'est associée à Armand Rateau, considéré comme une référence de l'Art déco, dans l'atelier Lanvin décoration. Le théâtre Daunou est ainsi le seul à Paris à arborer cette couleur Bleu Lanvin, créée par la couturière. La salle est ornée de marguerites dorées à l'or fin, il s'agit de la fleur préférée de Jeanne Lanvin qui a choisi ce prénom pour sa fille unique.
Il est inauguré le 30 décembre 1921 avec Une sacrée petite blonde d'André Birabeau et Pierre Wolff, suivi de l'opérette Ta bouche d'Yves Mirande et Albert Willemetz, musique de Maurice Yvain. 
En 1926, la comédienne Madeleine Carlier loue le théâtre. En 1939, René Sancelme devient le propriétaire du théâtre qui est loué à François d'Orgeix. En 1946, René Sancelme confie la direction à son épouse. 
En décembre 1971, un incendie détruit le théâtre, qui rouvrira ses portes en février 1973 avec la pièce Aurélia de Robert Thomas. 
Sa dernière directrice est Denise Petitdidier, morte le 24 mai 2019. 
Depuis son ouverture, le théâtre propose principalement des comédies.
En 2010, 50 théâtres privés de Paris réunis au sein de l’Association pour le soutien du théâtre privé (ASTP) et du Syndicat national des directeurs et tourneurs du théâtre privé (SNDTP), dont fait partie le Théâtre Daunou, décident de se renforcer grâce à une nouvelle enseigne, symbole du modèle historique du théâtre privé : les « Théâtres parisiens associés »
À l'issue d'une campagne de réhabilitation qui a duré sept ans, les murs du théâtre Daunou – développant environ 2 000 m² – ont été achetés en 2020 par le Groupe 6e sens Immobilier (acteur spécialisé en restructuration-vente).

## Programmation
- 1921 : Une sacré petite blonde d'André Birabeau et Pierre Wolff suivi de l'opérette Ta bouche d'Yves Mirande et Albert Willemetz, musique Maurice Yvain, mise en scène Edmond Roze, 30 décembre
- 1923 : Phili conte moral en vers libres et en 5 tableaux de Jacques Bousquet et Henri Falk d'après Abel Hermant, mise en scène Edmond Roze, 1er septembre
- 1923 : Madame, opérette d'Albert Willemetz, musique Henri Christiné, 14 décembre
- 1924 : Gosse de riche, opérette en 3 actes, livret Jacques Bousquet et Henri Falk, 2 mai
- 1924 : Ça de Claude Gevel, octobre
- 1925 : L'Affaire Juliette comédie en 1 acte d'André Pascal, 14 janvier
- 1925 : L'École du bonheur comédie en 3 actes de Paul Gavault
- 1925 : J'adore ça opérette en 3 actes de Albert Willemetz et Saint-Granier, musique Henri Christiné, 14 mars
- 1926 : Elle et lui d'Albert Cornu et Jean Mathieu, 2 janvier
- 1926 : L'École du bonheur comédie en 3 actes de Paul Gavault, 13 février
- 1926 : Mandragore pièce en 3 actes de René Florian d'après le roman de Hanns Heinz Ewers, 30 avril 1926
- 1926 : Hélène opérette bouffe en 3 actes de Fernand Nozière, 12 juin
- 1926 : Elle ou moi ? opérette de Jean Bastia d'après une nouvelle de Mark Twain, musique Albert Chantrier, 12 septembre
- 1926 : Le Cœur ébloui de Lucien Descaves, mise en scène Lugné-Poe, 19 octobre
- 1927 : La Poupée française comédie en 3 actes et 5 tableaux de Valentine Jager-Schmidt & André Jager-Schmidt, 12 mars
- 1927 : Fanny et ses gens de Pierre Scize et Andrée Méry d'après Jerome K. Jerome, mise en scène Edmond Roze,
- 1927 : Lulu, opérette en 3 actes, livret et lyrics Serge Véber, musique Philippe Parès et Georges van Parys, 14 septembre
- 1929 : Jean V opérette de Jacques Bousquet et Henri Falk, musique Maurice Yvain, 2 mars
- 1929 : Sans façons opérette en 3 actes de Jean Alley, musique Georges Auric, 24 avril
- 1929 : La Femme au chat comédie en 3 actes de Pierre Veber et Henry de Gorsse d'après Oreste Poggio, mise en scène Harry Baur, 18 mai
- 1929 : Arthur d'André Barde, musique Henri Christiné, 4 septembre

- 1930 : Fleurs de luxe de Paul Armont et Marcel Gerbidon, 27 février
- 1930 : Par le temps qui court revue de Rip, avril
- 1930 : Pépé comédie en 3 actes d'André Barde, musique Maurice Yvain, 25 octobre
- 1930 : Mistigri comédie en 4 actes de Marcel Achard, mise en scène Jacques Baumer, 22 décembre
- 1932 : Deux fois deux opérette en 3 actes de Raoul Praxy, musique Gaston Gabaroche, 28 janvier
- 1932 : Dix neuf ans opérette de Jean Bastia, musique Pascal Bastia, 28 mars
- 1934 : Loulou et ses boys opérette en 3 actes de Marc Cab, Paul Farge et Pierre Bayle, musique Michel Emer et Georges Sellers, 7 décembre
- 1935 : Une nuit comédie en 3 actes de René Pujol, 11 mai 1935
- 1937 : Pamplemousse comédie en 3 actes de André Birabeau, 19 mai
- 1938 : Dame Nature d'André Birabeau,
- 1938 : Le Nid, comédie en 3 actes d'André Birabeau, 14 décembre
- 1939 : La Réussite d'Yvette Mercier-Gouin, 5 mai

- 1941 : L'Amant de Bornéo comédie en 3 actes et 4 tableaux de Roger-Ferdinand et José Germain, 28 janvier
- 1941 : Tout n'est pas noir d'André Birabeau, mise en scène Robert Blome,
- 1942 : Dans sa candeur naïve de Jacques Deval, mise en scène Marcel Vergne,
- 1942 : Le Nid comédie en 3 actes d'André Birabeau,
- 1942 : Le Fleuve d'Amour d'André Birabeau, 12 novembre
- 1943 : Rêves à forfait de Marc-Gilbert Sauvajon, 3 décembre
- 1944 : Monseigneur conte en 3 actes de Michel Dulud,
- 1945 : Mademoiselle Star d'André de Wissant, musique Pascal Bastia, avec le compositeur
- 1945 : Raffles de Ernest William Hornung, D. Nicodemi, mise en scène Jean Paqui, 8 novembre
- 1946 : L'Amant de paille de Marc-Gilbert Sauvajon, 2 février
- 1946 : La Monnaie du Pape comédie en 5 tableaux de Michelle Lahaye, mise en scène Robert Dhéry, juin
- 1946 : Azaïs comédie en 3 actes de Georges Berr et Louis Verneuil, octobre
- 1946 : Dans sa candeur naïve comédie en 3 actes de Jacques Deval, décembre
- 1947 : Le vent qui vient de loin comédie en 3 actes de Pierre Rocher,
- 1947 : Enlevez-moi opérette de Raoul Praxy et Henry Hallais,
- 1948 : Ils ont vingt ans de Roger Ferdinand, mise en scène Jacques Baumer, 19 mars
- 1949 : Le Médecin malgré lui de Molière
- 1949 : La Galette des Rois de Roger Ferdinand, mise en scène Jean Wall, 18 décembre

- 1950 : George et Margaret comédie en 3 actes de Gerald Savory, adaptation Marc-Gilbert Sauvajon et Jean Wall, mise en scène Jean Wall,
- 1950 : Ami-ami comédie en 3 actes de Pierre Barillet et Jean-Pierre Grédy, mise en scène Jean Wall, 9 décembre
- 1951 : Phèdre comédie à une voix d'André Ransan, 31 mai
- 1951 : Le Visiteur d'Albert Dubeux, 16 juin
- 1952 : Sans cérémonie de Jacques Vilfrid et Jean Girault, 23 septembre
- 1952 : Le Bon Débarras comédie en 3 actes de Pierre Barillet et Jean-Pierre Grédy, mise en scène Jean Wall, 9 février
- 1953 : Ah ! les Belles Bacchantes, spectacle des Branquignols, mise en scène Robert Dhéry, 16 juin
- 1954 : Chair de poule de Pierre Dac et Robert Rocca,
- 1956 : La Plume de Pierre Barillet et Jean-Pierre Grédy, mise en scène Jean Wall, 12 janvier
- 1956 : L'Éventail de Lady Windermere d'Oscar Wilde, mise en scène Marcelle Tassencourt, 24 février
- 1956 : L’Homme qui se donnait la comédie d'Emlyn Williams, mise en scène Jacques Valois, septembre
- 1956 : Virginie de Michel André, 14 décembre
- 1958 : Candida de George Bernard Shaw, mise en scène Roland Piétri, mars
- 1958 : Les portes claquent de Michel Fermaud, 12 décembre

- 1960 : Madame, je vous aime de Serge Veber, mise en scène Guy Lauzin, 27 avril
- 1960 : La Petite Datcha de Vasiliei Vasil'evitch Chkvarkin, mise en scène René Dupuy, 8 septembre
- 1961 : Que les hommes sont chers ! de Jaime Silas, mise en scène Robert Manuel, 21 octobre
- 1962 : Mic-mac de Jean Meyer, mise en scène de l'auteur, 23 novembre
- 1963 : Bon Week-End Monsieur Benett d'Arthur Watkyn, mise en scène Michel Fagadau, août
- 1964 : Chat en poche de Georges Feydeau, mise en scène Jean-Laurent Cochet, 1er octobre
- 1965 : Pepsie comédie en 3 actes de Pierre-Edmond Victor, mise en scène Jean-Laurent Cochet, 16 novembre

- 1970 : Pantoufle d'Alan Ayckbourn, mise en scène Jean-Laurent Cochet, 18 septembre
- 1973 : Aurélia de Robert Thomas, mise en scène de l'auteur,
- 1973 : La Complice de Louis C. Thomas et Jacques Rémy, mise en scène Jacques Ardouin,
- 1973 : Virgule de Roger Hanin,
- 1975 : Monsieur Masure de Claude Magnier, mise en scène Michel Roux,
- 1977 : Le Portrait de Dorian Gray d'Oscar Wilde, mise en scène Pierre Boutron,
- 1978 : Les Bâtards de Robert Thomas, mise en scène de l'auteur,
- 1979 : Remarie-moi de Nicole de Buron, mise en scène Michel Roux,

- 1980 : L'Homme, la bête et la vertu de Luigi Pirandello, mise en scène Henri Tisot,
- 1981 : Et ta sœur de Jean-Jacques Bricaire et Maurice Lasaygues, mise en scène Robert Manuel, 24 janvier
- 1981 : La vie est trop courte d'André Roussin, mise en scène Michel Fagadau, 10 octobre
- 1983 : Argent, mon bel argent de et mise en scène Roger Hanin,
- 1983 : Un canapé-lit de Trevor Cowper, adaptation Pierre Florent et Dominique Florent,
- 1984 : From Harlem to Broadway de Dany Francken et Victor Cuno
- 1985 : Silence, on tourne de Michel Lengliney,
- 1986 : Au secours, elle me veut ! de Renée Taylor et Joseph Bologna, adaptation Marcel Mithois, mise en scène Michel Roux,
- 1987 : Monsieur Masure de Claude Magnier, mise en scène Michel Roux, 3 septembre
- 1987 : Y a-t-il un otage dans l'immeuble ? d'Alain Reynaud-Fourton, mise en scène Maurice Risch,
- 1988 : Obsessions de Patrick Hamilton, mise en scène Raymond Gérôme
- 1988 : Une grande famille de Jean-Claude Massoulier, mise en scène Marc Cassot,
- 1989 : Le Nouveau Testament de Sacha Guitry, mise en scène Jean-Laurent Cochet,
- 1989 : Tu m'as sauvé la vie de Sacha Guitry, mise en scène Jean-Laurent Cochet,

- 1990 : Le Diamant rose d'après Michael Pertwee, adaptation Pierre Laville, mise en scène Michel Roux, 19 février
- 1990 : Bon week-end, Monsieur Bennett d'Arthur Watkin, mise en scène Michel Fagadau
- 1993 : Le Canard à l'orange de William Douglas Home, mise en scène Pierre Mondy et Alain Lionel, 17 juillet
- 1994 : La Source bleue de Pierre Laville, mise en scène Jean-Claude Brialy, 15 janvier
- 1994 : Le Canard à l'orange de William Douglas Home, mise en scène Pierre Mondy et Alain Lionel, 25 juillet
- 1995 : Un inspecteur vous demande de John Boynton Priestley, mise en scène Annick Blancheteau, 27 février
- 1995 : Croque-monsieur de Marcel Mithois, mise en scène Raymond Acquaviva,
- 1996 : Max et Charlie de Laurence Jyl, mise en scène Jean-Luc Moreau,
- 1997 : Corot de Jacques Mougenot, mise en scène Jean-Laurent Cochet,
- 1988 : Obsessions de Patrick Hamilton, mise en scène Raymond Gérôme, 21 janvier
- 1998 : Max et Charlie de Laurence Jyl, mise en scène Jean-Luc Moreau,

- 2000 : Sous les pavés, la plage de Rita Brantalou et Philippe Bruneau, mise en scène Jean-Luc Moreau, 23 septembre
- 2001 : Les Mille-Pattes de Jean-Christophe Barc, mise en scène Benoît Lavigne, 29 juin
- 2001 : Frou-Frou les Bains de Patrick Haudecœur, mise en scène Jacques Décombe, 25 septembre
- 2004 : L'Imposteur de Jean-Christophe Barc et Alain Jeanbart, mise en scène Thierry Liagre, 22 janvier
- 2004 : Et si on chantait de Jacques Pessis, mise en scène Rubia Matignon, David Bréval, Glysleïn Lefever, 7 avril
- 2004 : Patate de Marcel Achard, mise en scène Bernard Menez, 28 juillet
- 2004 : Caramba de Guy Montagné, Sylvie Raboutet, mise en scène Eric Mariotto, Guy Montagné, 25 septembre
- 2005 : Le Vison Voyageur de Ray Cooney et John Chapman, mise en scène Eric Hénon, 11 janvier
- 2005 : Comment devenir une mère juive en 10 leçons de Paul Fuks, Dan Greenburg, mise en scène Jean-Paul Bazziconi, 25 janvier
- 2005 : Frou-Frou les Bains de Patrick Haudecœur, mise en scène Jacques Décombe, 8 juillet
- 2006 : Le Déclin de l'empire américain de Denys Arcand, Claude-Michel Rome, mise en scène Claude-Michel Rome, 11 juillet
- 2006 : Barbara, voyage d’une rive à l’autre de Catherine Le Cossec, Juli Noel, Marie-Thérèse Orain, 25 juillet
- 2007 : Les lundis de la voyance, 5 mars
- 2008 : Jo et Joséphine de Jacques Pessis, mise en scène Rubia Matignon, 12 mars
- 2008 : L'Huître de Didier Caron, mise en scène de l'auteur, 2 juillet
- 2008 : L'Allée du Roi de Françoise Chandernagor, mise en scène Jean-Claude Idée,
- 2009 : L'Allée du Roi de Françoise Chandernagor, mise en scène Jean-Claude Idée, 25 février
- 2009 : Panne de télé de Laurence Jyl, mise en scène Olivier Macé et Jean-Pierre Dravel, 21 juillet
- 2009 : La Parenthèse de Laure Charpentier, mise en scène Olivier Macé et Jean-Pierre Dravel, 3 novembre
- 2009 : Laissez-moi sortir de Jean-Marie Chevret, mise en scène Olivier Macé et Jean-Pierre Dravel,

- 2010 : Laissez-moi sortir de Jean-Marie Chevret, mise en scène Olivier Macé et Jean-Pierre Dravel, 29 septembre
- 2010 : Jacques Brel ou l'impossible rêve, mise en scène André Nerman, 8 avril
- 2010 : Fréhel, la complainte d'une vie de Pascale Lievyn, 20 mai
- 2011 : Rififoin dans les labours de Christian Dob, 25 janvier
- 2011 : Grossesses nerveuses de Jean-Yves Rogale, mise en scène Philippe Hersen, 19 avril
- 2011 : L'Avare de Molière, mise en scène Colette Roumanoff, 9 mai
- 2011 : Grossesses nerveuses de Jean-Yves Rogale, mise en scène Philippe Hersen, 1er septembre

- 2017 :

La Vie Parisienne ou presque de David Koenig, mise en scène Philippe d'Avilla ,adapté de l'oeuvre de Jacques Offenbach, septembre